# Audi 90
Audi 90 - середньорозмірний автомобіль, який випускається німецьким концерном Audi. 
Під цією назвою пропонувалися три різних седани:
- З 1966 по 1971 рік Audi Super 90 був розкішним варіантом серії Audi F103. Однак цифра 90 тут позначала потужність двигуна в к.с., а не серію.
- З 1984 по липень 1986 Audi 90 (B2) випускався як розкішний варіант Audi 80 B2 (тип 81/85).
- З серпня 1986 по 1991 рік Audi 90 (B3) була розкішною версією Audi 80 B3 (Type 89).

## Опис

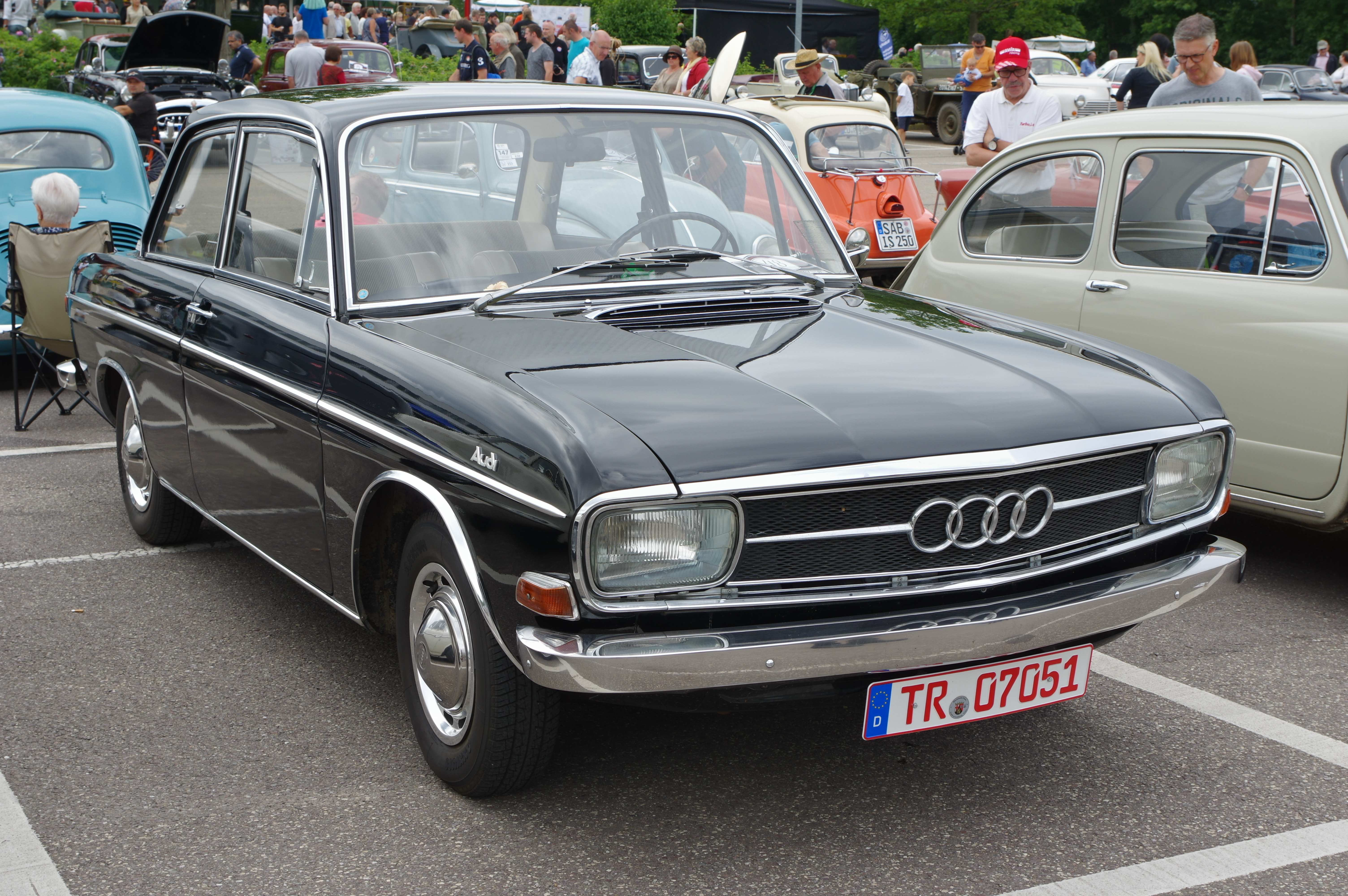
Audi Super 90

Audi 90 завершив лінійку сімейних седанів з покращеною аеродинамікою. Основними суперниками Audi 90 стали Mercedes 190 серії та BMW 3 серії. Загалом, автомобіль Audi 90 розроблений на базі другого покоління 80, яке вийшло роком раніше і мало неабиякий успіх. Від свого чотирициліндрового попередника 90 отримав корпус.  Жорсткіша підвіска стандартно входила в комплектацію лише версій з приводом на чотири колеса. На додачу ці ж версії отримали антиблокувальну гальмівну систему. Аеродинамічний опір моделей Audi 90 зменшився з 0.39 до 0.31, що зробило їх дуже швидкими. Седан 90 отримав передній спойлер, пофарбований у колір кузова. Версії з повним приводом мали і задній спойлер, на ряду з литими дисками коліс та дисковими гальмами.

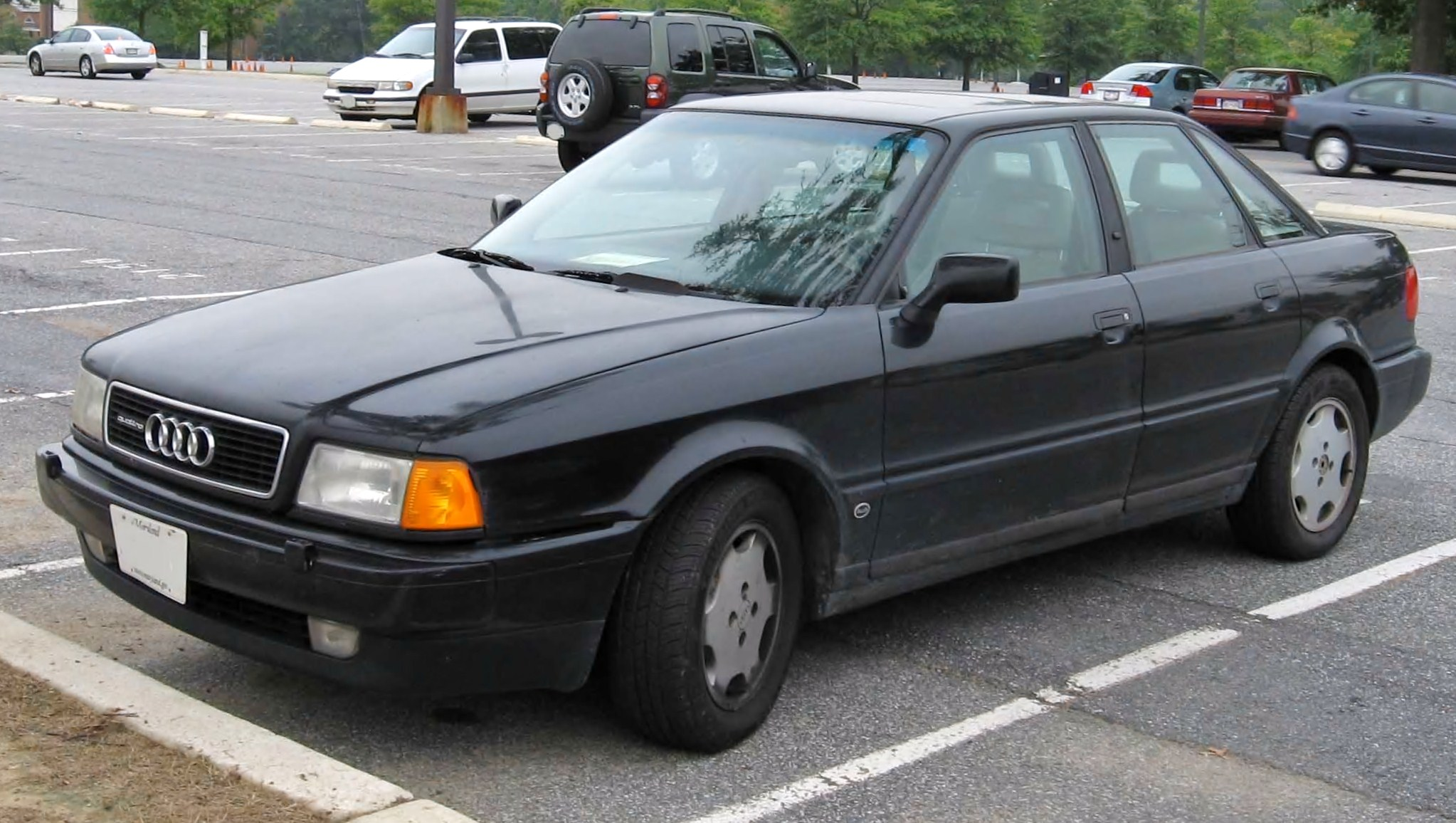
Audi 90 B4

У Європі Ауді 80 був стандартною моделлю, а після 1984 року поява Audi 90 була як широкомасштабна версія 80 - тобто з більшою кількістю варіантів: окрім турбодизельного, який був доступний для 80,  з`явилися два 5-циліндрові бензинові двигуни на 2 л і 115 к.с. (160 к.с.), а також на 2,2 л і 120 к.с. (136 к.с.), який згодом був модифікований у 2,3-літровий.

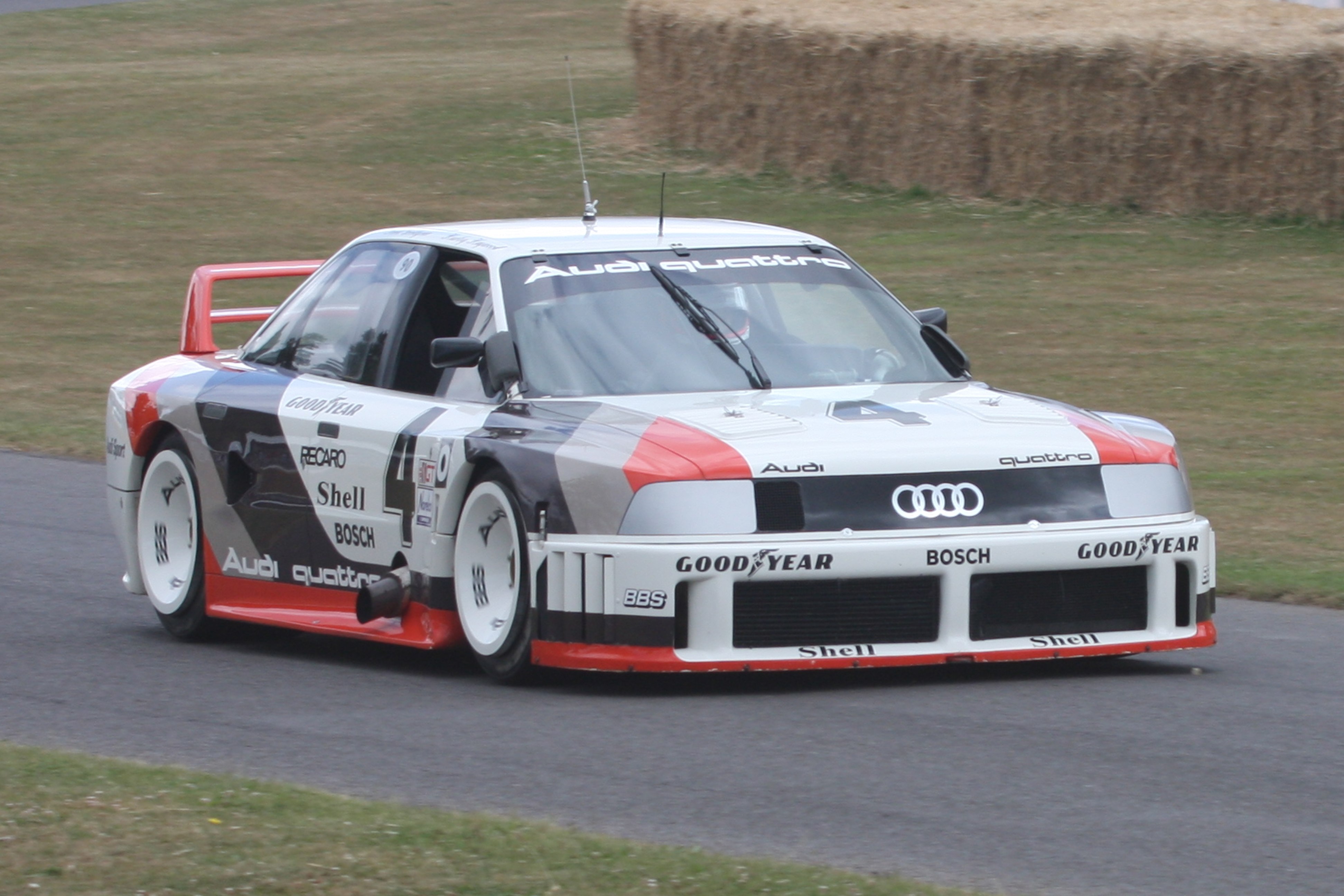
Audi 90 quattro IMSA GTO